# 選抜高等学校野球大会 (和歌山県勢)
選抜高等学校野球大会（せんばつこうとうがっこうやきゅうたいかい）における和歌山県勢の成績について記す。

## 概要
和歌山県勢の選抜大会の歴史は第1回大会の開幕戦で、和歌山中が大会を制した高松商に9回逆転サヨナラ負け（6‐4 → 6‐7x ）を喫した試合から始まる。その後は、第4回大会で和歌山中が優勝、第5回大会でも同校が準優勝と好成績を残し、第10回大会では和歌山中、和歌山商、海草中、海南中と4校の出場を果たした。1県4校の出場は、のちの第14回大会で愛知県（愛知商、中京商、東邦商、享栄商）の例があるだけである。しかし、この年の夏の第19回全国中等学校優勝野球大会は、戦前で唯一紀和大会において奈良県勢に敗れて出場を逃している。戦後は選手権大会において、奈良県と和歌山県の力関係が逆転し、夏の選手権に出場できない年が増えるが、選抜大会において3度の優勝を果たした箕島をはじめ、和歌山市、海南市以外の高校が台頭し、実に和歌山県の参加校の半数以上にあたる20校が選抜大会に出場を果たすことになる（ただし伊都は2017年に廃校、大成は海南の分校になっている）。選抜大会で通算100勝を記録している都道府県は、和歌山県の他に大阪府、愛知県、兵庫県、東京都と4都府県あるが、和歌山県のみ通算成績で負け越している。これは戦前の1940年の第17回大会終了時に25勝27敗と負け越しに転じて以降続いていることである。

## 選抜中等学校野球大会
| 開催年 （大会）       | 選出校                      | 試合結果 | 試合結果                                           | 成績     |
| --------------------- | --------------------------- | -------- | -------------------------------------------------- | -------- |
| 1924年 （第1回大会）  | 和歌山中 （初出場）         | 1回戦    | ● 6 - 7x 高松商                                    | 初戦敗退 |
| 1925年 （第2回大会）  | 和歌山中 （2年連続2回目）   | 準々決勝 | ● 3 - 5 高松商                                     | ベスト8  |
| 1926年 （第3回大会）  | 和歌山中 （3年連続3回目）   | 1回戦    | ○ 8 - 6 松山商                                     | ベスト8  |
| 1926年 （第3回大会）  | 和歌山中 （3年連続3回目）   | 準々決勝 | ● 3 - 4 広陵中                                     | ベスト8  |
| 1927年 （第4回大会）  | 和歌山中 （4年連続4回目）   | 1回戦    | ○ 6 - 0 関西学院中                                 | 優勝     |
| 1927年 （第4回大会）  | 和歌山中 （4年連続4回目）   | 準決勝   | ○ 4 - 1 松山商                                     | 優勝     |
| 1927年 （第4回大会）  | 和歌山中 （4年連続4回目）   | 決勝     | ○ 8 - 3 広陵中                                     | 優勝     |
| 1928年 （第5回大会）  | 和歌山中 （5年連続5回目）   | 1回戦    | ○ 7 - 2 柳井中                                     | 準優勝   |
| 1928年 （第5回大会）  | 和歌山中 （5年連続5回目）   | 準々決勝 | ○ 9 - 0 松本商                                     | 準優勝   |
| 1928年 （第5回大会）  | 和歌山中 （5年連続5回目）   | 準決勝   | ○ 2 - 0 静岡中 （7回ウラ終了・降雨コールドゲーム） | 準優勝   |
| 1928年 （第5回大会）  | 和歌山中 （5年連続5回目）   | 決勝     | ● 1 - 2 関西学院中                                 | 準優勝   |
| 1929年 （第6回大会）  | 海草中 （初出場）           | 1回戦    | ○ 5 - 0 平安中                                     | ベスト8  |
| 1929年 （第6回大会）  | 海草中 （初出場）           | 2回戦    | ● 5 - 6 八尾中                                     | ベスト8  |
| 1929年 （第6回大会）  | 和歌山中 （6年連続6回目）   | 1回戦    | ● 1 - 5 愛知商                                     | 初戦敗退 |
| 1930年 （第7回大会）  | 和歌山中 （7年連続7回目）   | 1回戦    | ● 10 - 11x 静岡中                                  | 初戦敗退 |
| 1931年 （第8回大会）  | 海草中 （2年ぶり2回目）     | 1回戦    | ○ 3 - 1 松本商                                     | 2回戦    |
| 1931年 （第8回大会）  | 海草中 （2年ぶり2回目）     | 2回戦    | ● 1 - 4 和歌山中                                   | 2回戦    |
| 1931年 （第8回大会）  | 和歌山中 （8年連続8回目）   | 2回戦    | ○ 4 - 1 海草中                                     | ベスト4  |
| 1931年 （第8回大会）  | 和歌山中 （8年連続8回目）   | 準々決勝 | ○ 6 - 0 北予中                                     | ベスト4  |
| 1931年 （第8回大会）  | 和歌山中 （8年連続8回目）   | 準決勝   | ● 0 - 3 中京商                                     | ベスト4  |
| 1932年 （第9回大会）  | 海草中 （2年連続3回目）     | 2回戦    | ● 0 - 2 京都師範                                   | 初戦敗退 |
| 1932年 （第9回大会）  | 和歌山中 （9年連続9回目）   | 2回戦    | ○ 2 - 0 甲陽中                                     | ベスト4  |
| 1932年 （第9回大会）  | 和歌山中 （9年連続9回目）   | 準々決勝 | ○ 3 - 2 浪華商                                     | ベスト4  |
| 1932年 （第9回大会）  | 和歌山中 （9年連続9回目）   | 準決勝   | ● 2 - 4 明石中                                     | ベスト4  |
| 1933年 （第10回大会） | 海南中 （初出場）           | 1回戦    | ○ 8 - 5 高松中                                     | 2回戦    |
| 1933年 （第10回大会） | 海南中 （初出場）           | 2回戦    | ● 2 - 3 海草中 （延長10回）                        | 2回戦    |
| 1933年 （第10回大会） | 海草中 （3年連続4回目）     | 1回戦    | ○ 3 - 0 桐生中                                     | ベスト8  |
| 1933年 （第10回大会） | 海草中 （3年連続4回目）     | 2回戦    | ○ 3 - 2 海南中 （延長10回）                        | ベスト8  |
| 1933年 （第10回大会） | 海草中 （3年連続4回目）     | 準々決勝 | ● 0 - 3 岐阜商                                     | ベスト8  |
| 1933年 （第10回大会） | 和歌山商 （初出場）         | 1回戦    | ○ 2 - 0 早稲田実                                   | ベスト8  |
| 1933年 （第10回大会） | 和歌山商 （初出場）         | 2回戦    | ○ 5 - 0 神戸一中                                   | ベスト8  |
| 1933年 （第10回大会） | 和歌山商 （初出場）         | 準決勝   | ● 1 - 5 広島商                                     | ベスト8  |
| 1933年 （第10回大会） | 和歌山中 （10年連続10回目） | 1回戦    | ● 2 - 4 神戸一中                                   | 初戦敗退 |
| 1934年 （第11回大会） | 海南中 （2年連続2回目）     | 2回戦    | ○ 2 - 1 日新商                                     | ベスト4  |
| 1934年 （第11回大会） | 海南中 （2年連続2回目）     | 準々決勝 | ○ 4 - 1 小倉工 （延長13回）                        | ベスト4  |
| 1934年 （第11回大会） | 海南中 （2年連続2回目）     | 準決勝   | ● 2 - 5 東邦商                                     | ベスト4  |
| 1934年 （第11回大会） | 和歌山中 （11年連続11回目） | 2回戦    | ○ 2 - 0 膳所中                                     | ベスト8  |
| 1934年 （第11回大会） | 和歌山中 （11年連続11回目） | 準々決勝 | ● 1 - 10 享栄商                                    | ベスト8  |
| 1935年 （第12回大会） | 海南中 （3年連続3回目）     | 1回戦    | ● 0 - 2 下関商                                     | 初戦敗退 |
| 1935年 （第12回大会） | 海草中 （2年ぶり5回目）     | 1回戦    | ● 3 - 4x 大分商                                    | 初戦敗退 |
| 1936年 （第13回大会） | 和歌山中 （2年ぶり12回目）  | 2回戦    | ● 7 - 8 東邦商                                     | 初戦敗退 |
| 1937年 （第14回大会） | 和歌山商 （4年ぶり2回目）   | 2回戦    | ● 0 - 7 浪華商                                     | 初戦敗退 |
| 1938年 （第15回大会） | 海草中 （3年ぶり6回目）     | 2回戦    | ○ 4 - 0 撫養中                                     | ベスト8  |
| 1938年 （第15回大会） | 海草中 （3年ぶり6回目）     | 準々決勝 | ● 0 - 4 中京商                                     | ベスト8  |
| 1938年 （第15回大会） | 海南中 （3年ぶり4回目）     | 2回戦    | ○ 6 - 3 日新商                                     | ベスト4  |
| 1938年 （第15回大会） | 海南中 （3年ぶり4回目）     | 準々決勝 | ○ 4 - 0 明石中                                     | ベスト4  |
| 1938年 （第15回大会） | 海南中 （3年ぶり4回目）     | 準決勝   | ● 0 - 2 中京商                                     | ベスト4  |
| 1939年 （第16回大会） | 海南中 （2年連続5回目）     | 1回戦    | ○ 3 - 2 日大三中                                   | 2回戦    |
| 1939年 （第16回大会） | 海南中 （2年連続5回目）     | 2回戦    | ● 0 - 13 東邦商                                    | 2回戦    |
| 1939年 （第16回大会） | 海草中 （2年連続7回目）     | 1回戦    | ● 2 - 7 中京商                                     | 初戦敗退 |
| 1940年 （第17回大会） | 海南中 （3年連続6回目）     | 1回戦    | ● 1 - 2 高松商                                     | 初戦敗退 |
| 1940年 （第17回大会） | 海草中 （3年連続8回目）     | 2回戦    | ● 4 - 5 島田商                                     | 初戦敗退 |
| 1941年 （第18回大会） | 海南中 （4年連続7回目）     | 1回戦    | ○ 3 - 1 島田商                                     | ベスト8  |
| 1941年 （第18回大会） | 海南中 （4年連続7回目）     | 準々決勝 | ● 2 - 5 東邦商                                     | ベスト8  |
| 1941年 （第18回大会） | 海草中 （4年連続9回目）     | 1回戦    | ● 1 - 2 東邦商                                     | 初戦敗退 |
| 1947年 （第19回大会） | 田辺中 （初出場）           | 1回戦    | ○ 22 - 2 富田中                                    | 2回戦    |
| 1947年 （第19回大会） | 田辺中 （初出場）           | 2回戦    | ● 3 - 4x 城東中 （延長11回）                       | 2回戦    |
| 1947年 （第19回大会） | 海草中 （6年ぶり10回目）    | 2回戦    | ● 2 - 10 桐生中                                    | 初戦敗退 |
| 1947年 （第19回大会） | 和歌山中 （11年ぶり13回目） | 1回戦    | ● 1 - 9 享栄商                                     | 初戦敗退 |

## 選抜高等学校野球大会
| 開催年（大会）       | 選出校                           | 試合結果 | 試合結果                         | 成績     |
| -------------------- | -------------------------------- | -------- | -------------------------------- | -------- |
| 1948年（第20回大会） | 田辺中（2年連続2回目）           | 1回戦    | ○ 14 - 2 岐阜商                  | ベスト8  |
| 1948年（第20回大会） | 田辺中（2年連続2回目）           | 準々決勝 | ● 2 - 4 京都一商                 | ベスト8  |
| 1949年（第21回大会） | 海南（2年ぶり4回目）             | 1回戦    | ● 2 - 5 小倉                     | 初戦敗退 |
| 1949年（第21回大会） | 桐蔭（2年ぶり14回目）            | 1回戦    | ○ 3 - 2 兵庫                     | ベスト8  |
| 1949年（第21回大会） | 桐蔭（2年ぶり14回目）            | 準々決勝 | ● 3 - 6 北野                     | ベスト8  |
| 1950年（第22回大会） | 海南（2年連続9回目）             | 1回戦    | ● 2 - 4 高知商（延長10回）       | 初戦敗退 |
| 1951年（第23回大会） | 新宮（初出場）                   | 1回戦    | ● 0 - 9 扇町商                   | 初戦敗退 |
| 1952年（第24回大会） | 海南（2年ぶり10回目）            | 2回戦    | ● 0 - 6 鹿児島商                 | 初戦敗退 |
| 1954年（第26回大会） | 新宮（3年ぶり2回目）             | 2回戦    | ● 2 - 4 熊本工                   | 初戦敗退 |
| 1956年（第28回大会） | 日高（初出場）                   | 1回戦    | ○ 2 - 0 滑川                     | 2回戦    |
| 1956年（第28回大会） | 日高（初出場）                   | 2回戦    | ● 2 - 4 日大三                   | 2回戦    |
| 1957年（第29回大会） | 新宮（3年ぶり3回目）             | 2回戦    | ● 1 - 2 八幡商                   | 初戦敗退 |
| 1958年（第30回大会） | 和歌山工（初出場）               | 1回戦    | ● 0 - 1 高知商                   | 初戦敗退 |
| 1958年（第30回大会） | 海南（2年連続11回目）            | 2回戦    | ○ 4x - 3 高知商（延長12回）      | ベスト8  |
| 1958年（第30回大会） | 海南（2年連続11回目）            | 準々決勝 | ● 2 - 3 熊本工                   | ベスト8  |
| 1960年（第32回大会） | 海南（2年ぶり12回目）            | 1回戦    | ○ 3x - 2 関西（延長10回）        | 2回戦    |
| 1960年（第32回大会） | 海南（2年ぶり12回目）            | 2回戦    | ● 0 - 1x 法政一（延長11回）      | 2回戦    |
| 1961年（第33回大会） | 御坊商工（初出場）               | 1回戦    | ● 8 - 9x 北海（延長10回）        | 初戦敗退 |
| 1962年（第34回大会） | 桐蔭（13年ぶり15回目）           | 2回戦    | ● 3 - 5 岐阜（延長10回）         | 初戦敗退 |
| 1963年（第35回大会） | 海南（3年ぶり13回目）            | 1回戦    | ○ 15 - 3 博多工                  | 2回戦    |
| 1963年（第35回大会） | 海南（3年ぶり13回目）            | 2回戦    | ● 2 - 3x 下関商（延長16回）      | 2回戦    |
| 1963年（第35回大会） | 南部（初出場）                   | 1回戦    | ● 2 - 3x 丸亀商（延長11回）      | 初戦敗退 |
| 1964年（第36回大会） | 海南（2年連続14回目）            | 1回戦    | ○ 12 - 2 北海                    | 2回戦    |
| 1964年（第36回大会） | 海南（2年連続14回目）            | 2回戦    | ● 0 - 2 尾道商                   | 2回戦    |
| 1964年（第36回大会） | 市和歌山商（初出場）             | 1回戦    | ● 0 - 2 金沢                     | 初戦敗退 |
| 1965年（第37回大会） | 向陽（18年ぶり11回目）           | 1回戦    | ○ 5 - 2 高鍋                     | 2回戦    |
| 1965年（第37回大会） | 向陽（18年ぶり11回目）           | 2回戦    | ● 3 - 9 静岡                     | 2回戦    |
| 1965年（第37回大会） | 市和歌山商（2年連続2回目）       | 1回戦    | ○ 2 - 1 小倉                     | 準優勝   |
| 1965年（第37回大会） | 市和歌山商（2年連続2回目）       | 2回戦    | ○ 6 - 2 中京商                   | 準優勝   |
| 1965年（第37回大会） | 市和歌山商（2年連続2回目）       | 準々決勝 | ○ 5 - 0 東農大二                 | 準優勝   |
| 1965年（第37回大会） | 市和歌山商（2年連続2回目）       | 準決勝   | ○ 3 - 1 高松商                   | 準優勝   |
| 1965年（第37回大会） | 市和歌山商（2年連続2回目）       | 決勝     | ● 1 - 2x 岡山東商（延長13回）    | 準優勝   |
| 1966年（第38回大会） | 高野山（初出場）                 | 1回戦    | ● 0 - 4 土佐                     | 初戦敗退 |
| 1967年（第39回大会） | 市和歌山商（2年ぶり3回目）       | 2回戦    | ○ 5 - 0 三重                     | ベスト8  |
| 1967年（第39回大会） | 市和歌山商（2年ぶり3回目）       | 準々決勝 | ● 0 - 1 甲府商                   | ベスト8  |
| 1968年（第40回大会） | 星林（初出場）                   | 1回戦    | ● 7 - 8x 清水商（延長12回）      | 初戦敗退 |
| 1968年（第40回大会） | 箕島（初出場）                   | 1回戦    | ○ 5 - 2 苫小牧東                 | ベスト4  |
| 1968年（第40回大会） | 箕島（初出場）                   | 2回戦    | ○ 2 - 1 高知商                   | ベスト4  |
| 1968年（第40回大会） | 箕島（初出場）                   | 準々決勝 | ○ 7 - 3 広陵                     | ベスト4  |
| 1968年（第40回大会） | 箕島（初出場）                   | 準決勝   | ● 3 - 5 大宮工                   | ベスト4  |
| 1969年（第41回大会） | 向陽（4年ぶり12回目）            | 1回戦    | ● 1 - 3 三重                     | 初戦敗退 |
| 1970年（第42回大会） | 箕島（2年ぶり2回目）             | 2回戦    | ○ 6 - 2 東海大相模               | 優勝     |
| 1970年（第42回大会） | 箕島（2年ぶり2回目）             | 準々決勝 | ○ 4 - 1 三重                     | 優勝     |
| 1970年（第42回大会） | 箕島（2年ぶり2回目）             | 準決勝   | ○ 3 - 0 広陵                     | 優勝     |
| 1970年（第42回大会） | 箕島（2年ぶり2回目）             | 決勝     | ○ 5x - 4 北陽（延長12回）        | 優勝     |
| 1972年（第44回大会） | 箕島（2年ぶり3回目）             | 1回戦    | ● 1 - 2 倉敷工                   | 初戦敗退 |
| 1973年（第45回大会） | 向陽（4年ぶり13回目）            | 1回戦    | ● 0 - 2 高松商                   | 初戦敗退 |
| 1973年（第45回大会） | 和歌山工（15年ぶり2回目）        | 1回戦    | ● 3 - 10 丸子実                  | 初戦敗退 |
| 1974年（第46回大会） | 向陽（2年連続14回目）            | 1回戦    | ● 1 - 3 日大三                   | 初戦敗退 |
| 1974年（第46回大会） | 和歌山工（2年連続3回目）         | 1回戦    | ○ 3 - 0 柳川商                   | ベスト4  |
| 1974年（第46回大会） | 和歌山工（2年連続3回目）         | 2回戦    | ○ 7 - 0 境                       | ベスト4  |
| 1974年（第46回大会） | 和歌山工（2年連続3回目）         | 準々決勝 | ○ 3 - 1 高知                     | ベスト4  |
| 1974年（第46回大会） | 和歌山工（2年連続3回目）         | 準決勝   | ● 0 - 2 池田                     | ベスト4  |
| 1975年（第47回大会） | 伊都（初出場）                   | 1回戦    | ● 0 - 2 札幌商                   | 初戦敗退 |
| 1976年（第48回大会） | 新宮（19年ぶり4回目）            | 2回戦    | ● 3 - 8 日田林工                 | 初戦敗退 |
| 1976年（第48回大会） | 和歌山工（2年ぶり4回目）         | 1回戦    | ● 3 - 6 徳島商                   | 初戦敗退 |
| 1977年（第49回大会） | 箕島（5年ぶり4回目）             | 1回戦    | ○ 1 - 0 名古屋電気               | 優勝     |
| 1977年（第49回大会） | 箕島（5年ぶり4回目）             | 2回戦    | ○ 10 - 0 豊見城                  | 優勝     |
| 1977年（第49回大会） | 箕島（5年ぶり4回目）             | 準々決勝 | ○ 7 - 3 県岐阜商                 | 優勝     |
| 1977年（第49回大会） | 箕島（5年ぶり4回目）             | 準決勝   | ○ 2 - 0 智弁学園                 | 優勝     |
| 1977年（第49回大会） | 箕島（5年ぶり4回目）             | 決勝     | ○ 3 - 0 中村                     | 優勝     |
| 1978年（第50回大会） | 吉備（初出場）                   | 1回戦    | ● 4 - 9 岐阜                     | 初戦敗退 |
| 1978年（第50回大会） | 箕島（2年連続5回目）             | 1回戦    | ○ 1 - 0 黒沢尻工                 | ベスト4  |
| 1978年（第50回大会） | 箕島（2年連続5回目）             | 2回戦    | ○ 4 - 1 小倉                     | ベスト4  |
| 1978年（第50回大会） | 箕島（2年連続5回目）             | 準々決勝 | ○ 2 - 0 PL学園                   | ベスト4  |
| 1978年（第50回大会） | 箕島（2年連続5回目）             | 準決勝   | ● 3 - 9 福井商                   | ベスト4  |
| 1979年（第51回大会） | 箕島（3年連続6回目）             | 2回戦    | ○ 10 - 4 下関商                  | 優勝     |
| 1979年（第51回大会） | 箕島（3年連続6回目）             | 準々決勝 | ○ 5 - 1 倉吉北                   | 優勝     |
| 1979年（第51回大会） | 箕島（3年連続6回目）             | 準決勝   | ○ 4x - 3 PL学園（延長10回）      | 優勝     |
| 1979年（第51回大会） | 箕島（3年連続6回目）             | 決勝     | ○ 8 - 7 浪商                     | 優勝     |
| 1979年（第51回大会） | 田辺商（初出場）                 | 1回戦    | ● 0 - 11 前橋工                  | 初戦敗退 |
| 1980年（第52回大会） | 新宮（4年ぶり5回目）             | 1回戦    | ● 1 - 9 高知商                   | 初戦敗退 |
| 1981年（第53回大会） | 御坊商工（20年ぶり2回目）        | 1回戦    | ○ 2 - 1 福島商                   | ベスト8  |
| 1981年（第53回大会） | 御坊商工（20年ぶり2回目）        | 2回戦    | ○ 4 - 0 大府                     | ベスト8  |
| 1981年（第53回大会） | 御坊商工（20年ぶり2回目）        | 準々決勝 | ● 0 - 4 上宮                     | ベスト8  |
| 1982年（第54回大会） | 箕島（3年ぶり7回目）             | 1回戦    | ○ 6 - 2 上尾                     | ベスト8  |
| 1982年（第54回大会） | 箕島（3年ぶり7回目）             | 2回戦    | ○ 4x - 3 明徳（延長14回）        | ベスト8  |
| 1982年（第54回大会） | 箕島（3年ぶり7回目）             | 準々決勝 | ● 0 - 1 PL学園                   | ベスト8  |
| 1982年（第54回大会） | 大成（初出場）                   | 1回戦    | ○ 2 - 0 静岡市立                 | 2回戦    |
| 1982年（第54回大会） | 大成（初出場）                   | 2回戦    | ● 0 - 1 中京                     | 2回戦    |
| 1983年（第55回大会） | 星林（15年ぶり2回目）            | 1回戦    | ● 0 - 2 佐世保工                 | 初戦敗退 |
| 1984年（第56回大会） | 和歌山工（8年ぶり5回目）         | 1回戦    | ● 2 - 4 都城（延長10回）         | 初戦敗退 |
| 1985年（第57回大会） | 智弁和歌山（初出場）             | 1回戦    | ● 1 - 3 駒大岩見沢               | 初戦敗退 |
| 1986年（第58回大会） | 御坊商工（5年ぶり3回目）         | 1回戦    | ● 3 - 4x 宇都宮南                | 初戦敗退 |
| 1987年（第59回大会） | 大成（5年ぶり2回目）             | 1回戦    | ● 3 - 4 東海大甲府               | 初戦敗退 |
| 1989年（第61回大会） | 日高（33年ぶり2回目）            | 1回戦    | ● 7 - 12 苫小牧工                | 初戦敗退 |
| 1991年（第63回大会） | 箕島（9年ぶり8回目）             | 1回戦    | ○ 5 - 1 旭川竜谷                 | 2回戦    |
| 1991年（第63回大会） | 箕島（9年ぶり8回目）             | 2回戦    | ● 4 - 6 大阪桐蔭                 | 2回戦    |
| 1992年（第64回大会） | 南部（29年ぶり2回目）            | 1回戦    | ○ 2 - 1 水戸商                   | 2回戦    |
| 1992年（第64回大会） | 南部（29年ぶり2回目）            | 2回戦    | ● 0 - 4 東海大相模               | 2回戦    |
| 1992年（第64回大会） | 日高（3年ぶり3回目）             | 1回戦    | ● 0 - 1 帝京                     | 初戦敗退 |
| 1993年（第65回大会） | 南部（2年連続3回目）             | 2回戦    | ● 2 - 4 鹿児島商工               | 初戦敗退 |
| 1994年（第66回大会） | 智弁和歌山（9年ぶり2回目）       | 1回戦    | ○ 8 - 4 秋田                     | 優勝     |
| 1994年（第66回大会） | 智弁和歌山（9年ぶり2回目）       | 2回戦    | ○ 10 - 2 横浜                    | 優勝     |
| 1994年（第66回大会） | 智弁和歌山（9年ぶり2回目）       | 準々決勝 | ○ 6 - 5 宇和島東（延長10回）     | 優勝     |
| 1994年（第66回大会） | 智弁和歌山（9年ぶり2回目）       | 準決勝   | ○ 5 - 4 PL学園                   | 優勝     |
| 1994年（第66回大会） | 智弁和歌山（9年ぶり2回目）       | 決勝     | ○ 7 - 5 常総学院                 | 優勝     |
| 1995年（第67回大会） | 伊都（20年ぶり2回目）            | 1回戦    | ○ 1 - 0 帝京                     | 2回戦    |
| 1995年（第67回大会） | 伊都（20年ぶり2回目）            | 2回戦    | ● 4 - 6 星稜                     | 2回戦    |
| 1996年（第68回大会） | 智弁和歌山 （2年ぶり3回目）      | 1回戦    | ○ 3 - 0 鵬翔                     | 準優勝   |
| 1996年（第68回大会） | 智弁和歌山 （2年ぶり3回目）      | 2回戦    | ○ 4 - 3 沖縄水産                 | 準優勝   |
| 1996年（第68回大会） | 智弁和歌山 （2年ぶり3回目）      | 準々決勝 | ○ 3 - 0 国士舘（延長13回）       | 準優勝   |
| 1996年（第68回大会） | 智弁和歌山 （2年ぶり3回目）      | 準決勝   | ○ 4 - 2 高陽東                   | 準優勝   |
| 1996年（第68回大会） | 智弁和歌山 （2年ぶり3回目）      | 決勝     | ● 3 - 6 鹿児島実                 | 準優勝   |
| 1996年（第68回大会） | 伊都（2年連続3回目）             | 1回戦    | ● 1 - 2 鹿児島実                 | 初戦敗退 |
| 1997年（第69回大会） | 日高中津（初出場）               | 1回戦    | ● 3 - 6 中京大中京               | 初戦敗退 |
| 2000年（第72回大会） | 智弁和歌山（4年ぶり4回目）       | 1回戦    | ○ 20 - 8 丸亀                    | 準優勝   |
| 2000年（第72回大会） | 智弁和歌山（4年ぶり4回目）       | 2回戦    | ○ 9 - 6 国士舘                   | 準優勝   |
| 2000年（第72回大会） | 智弁和歌山（4年ぶり4回目）       | 準々決勝 | ○ 1 - 0 柳川                     | 準優勝   |
| 2000年（第72回大会） | 智弁和歌山（4年ぶり4回目）       | 準決勝   | ○ 10 - 2 国学院栃木              | 準優勝   |
| 2000年（第72回大会） | 智弁和歌山（4年ぶり4回目）       | 決勝     | ● 2 - 4 東海大相模               | 準優勝   |
| 2001年（第73回大会） | 南部（8年ぶり4回目）             | 1回戦    | ● 7 - 8 常総学院                 | 初戦敗退 |
| 2002年（第74回大会） | 智弁和歌山（2年ぶり5回目）       | 1回戦    | ● 2 - 7 関西                     | 初戦敗退 |
| 2003年（第75回大会） | 智弁和歌山（2年連続6回目）       | 2回戦    | ○ 6 - 5 東邦（延長10回）         | ベスト8  |
| 2003年（第75回大会） | 智弁和歌山（2年連続6回目）       | 3回戦    | ○ 7x - 6 浦和学院（延長12回）    | ベスト8  |
| 2003年（第75回大会） | 智弁和歌山（2年連続6回目）       | 準々決勝 | ● 0 - 13 徳島商                  | ベスト8  |
| 2005年（第77回大会） | 市和歌山商（38年ぶり4回目）      | 1回戦    | ○ 6 - 5 常総学院                 | 2回戦    |
| 2005年（第77回大会） | 市和歌山商（38年ぶり4回目）      | 2回戦    | ● 3 - 5 神村学園                 | 2回戦    |
| 2006年（第78回大会） | 智弁和歌山（3年ぶり7回目）       | 1回戦    | ○ 4 - 0 伊万里商                 | 2回戦    |
| 2006年（第78回大会） | 智弁和歌山（3年ぶり7回目）       | 2回戦    | ● 7 - 10 岐阜城北                | 2回戦    |
| 2007年（第79回大会） | 県和歌山商（70年ぶり3回目）      | 1回戦    | ● 4 - 6 熊本工                   | 初戦敗退 |
| 2008年（第80回大会） | 智弁和歌山（2年ぶり8回目）       | 2回戦    | ○ 12 - 4 丸子修学館              | ベスト8  |
| 2008年（第80回大会） | 智弁和歌山（2年ぶり8回目）       | 3回戦    | ○ 2 - 1 宇治山田商（延長11回）   | ベスト8  |
| 2008年（第80回大会） | 智弁和歌山（2年ぶり8回目）       | 準々決勝 | ● 0 - 2 東洋大姫路               | ベスト8  |
| 2009年（第81回大会） | 箕島（18年ぶり9回目）            | 1回戦    | ○ 7 - 3 大分上野丘               | ベスト8  |
| 2009年（第81回大会） | 箕島（18年ぶり9回目）            | 2回戦    | ○ 4 - 3 開星（延長11回）         | ベスト8  |
| 2009年（第81回大会） | 箕島（18年ぶり9回目）            | 準々決勝 | ● 2 - 8 清峰                     | ベスト8  |
| 2010年（第82回大会） | 智弁和歌山（2年ぶり9回目）       | 1回戦    | ○ 6 - 1 高岡商                   | 2回戦    |
| 2010年（第82回大会） | 智弁和歌山（2年ぶり9回目）       | 2回戦    | ● 2 - 7 興南                     | 2回戦    |
| 2010年（第82回大会） | 向陽（21世紀枠・36年ぶり15回目） | 1回戦    | ○ 2 - 1 開星                     | 2回戦    |
| 2010年（第82回大会） | 向陽（21世紀枠・36年ぶり15回目） | 2回戦    | ● 1 - 3 日大三                   | 2回戦    |
| 2011年（第83回大会） | 智弁和歌山（2年連続10回目）      | 1回戦    | ○ 8 - 1 佐渡                     | ベスト8  |
| 2011年（第83回大会） | 智弁和歌山（2年連続10回目）      | 2回戦    | ○ 3 - 2 光星学院                 | ベスト8  |
| 2011年（第83回大会） | 智弁和歌山（2年連続10回目）      | 準々決勝 | ● 3 - 10 履正社                  | ベスト8  |
| 2014年（第86回大会） | 智弁和歌山（3年ぶり11回目）      | 1回戦    | ● 2 - 3x 明徳義塾（延長15回）    | 初戦敗退 |
| 2014年（第86回大会） | 海南（21世紀枠・27年ぶり17回目） | 1回戦    | ● 3 - 4x 池田                    | 初戦敗退 |
| 2015年（第87回大会） | 桐蔭（21世紀枠・53年ぶり16回目） | 1回戦    | ● 7 - 11 今治西                  | 初戦敗退 |
| 2016年（第88回大会） | 市和歌山（11年ぶり5回目）        | 1回戦    | ● 0 - 6 南陽工                   | 初戦敗退 |
| 2018年（第90回大会） | 智弁和歌山（4年ぶり12回目）      | 2回戦    | ○ 4 - 2 富山商                   | 準優勝   |
| 2018年（第90回大会） | 智弁和歌山（4年ぶり12回目）      | 3回戦    | ○ 7 - 4 国学院栃木               | 準優勝   |
| 2018年（第90回大会） | 智弁和歌山（4年ぶり12回目）      | 準々決勝 | ○ 11x - 10 創成館（延長10回）    | 準優勝   |
| 2018年（第90回大会） | 智弁和歌山（4年ぶり12回目）      | 準決勝   | ○ 12 - 10 東海大相模（延長10回） | 準優勝   |
| 2018年（第90回大会） | 智弁和歌山（4年ぶり12回目）      | 決勝     | ● 2 - 5 大阪桐蔭                 | 準優勝   |
| 2019年（第91回大会） | 智弁和歌山（2年連続13回目）      | 1回戦    | ○ 13 - 2 熊本西                  | ベスト8  |
| 2019年（第91回大会） | 智弁和歌山（2年連続13回目）      | 2回戦    | ○ 5 - 2 啓新                     | ベスト8  |
| 2019年（第91回大会） | 智弁和歌山（2年連続13回目）      | 準々決勝 | ● 3 - 4x 明石商                  | ベスト8  |
| 2019年（第91回大会） | 市和歌山（3年ぶり6回目）         | 1回戦    | ○ 3x - 2 呉（延長11回）          | ベスト8  |
| 2019年（第91回大会） | 市和歌山（3年ぶり6回目）         | 2回戦    | ○ 6 - 2 高松商                   | ベスト8  |
| 2019年（第91回大会） | 市和歌山（3年ぶり6回目）         | 準々決勝 | ● 3 - 4 習志野                   | ベスト8  |
| 2020年（第92回大会） | 智弁和歌山（3年連続14回目）      | 交流試合 | ● 1 - 8 尽誠学園                 | （中止） |
| 2021年（第93回大会） | 市和歌山（2年ぶり7回目）         | 1回戦    | ○ 1x - 0 県岐阜商                | 2回戦    |
| 2021年（第93回大会） | 市和歌山（2年ぶり7回目）         | 2回戦    | ● 1 - 2 明豊                     | 2回戦    |
| 2022年（第94回大会） | 和歌山東（初出場）               | 1回戦    | ○ 8 - 2 倉敷工（延長11回）       | 2回戦    |
| 2022年（第94回大会） | 和歌山東（初出場）               | 2回戦    | ● 0 - 7 浦和学院                 | 2回戦    |
| 2022年（第94回大会） | 市和歌山（2年連続8回目）         | 1回戦    | ○ 5 - 4 花巻東                   | ベスト8  |
| 2022年（第94回大会） | 市和歌山（2年連続8回目）         | 2回戦    | ○ 2x - 1 明秀日立                | ベスト8  |
| 2022年（第94回大会） | 市和歌山（2年連続8回目）         | 準々決勝 | ● 0 - 17 大阪桐蔭                | ベスト8  |
| 2023年（第95回大会） | 智弁和歌山（3年ぶり15回目）      | 2回戦    | ● 2 - 3 英明                     | 初戦敗退 |
| 2024年（第96回大会） | 耐久（初出場）                   | 1回戦    | ● 1 - 7 中央学院                 | 初戦敗退 |
| 2024年（第96回大会） | 田辺（21世紀枠・76年ぶり3回目）  | 1回戦    | ● 2 - 4 星稜                     | 初戦敗退 |
| 2025年（第97回大会） | 市和歌山（3年ぶり9回目）         | 1回戦    | ● 2 - 4 横浜                     | 初戦敗退 |
| 2025年（第97回大会） | 智弁和歌山（2年ぶり16回目）      | 1回戦    | ○ 6 - 0 千葉黎明                 | 準優勝   |
| 2025年（第97回大会） | 智弁和歌山（2年ぶり16回目）      | 2回戦    | 〇 9 - 4 エナジックスポーツ      | 準優勝   |
| 2025年（第97回大会） | 智弁和歌山（2年ぶり16回目）      | 準々決勝 | 〇 7 - 0 広島商                  | 準優勝   |
| 2025年（第97回大会） | 智弁和歌山（2年ぶり16回目）      | 準決勝   | 〇 5 - 0 浦和実                  | 準優勝   |
| 2025年（第97回大会） | 智弁和歌山（2年ぶり16回目）      | 決勝     | ● 4 - 11 横浜                    | 準優勝   |

## 通算成績
| 出場 | 試合 | 勝利 | 敗戦 | 引分 | 勝率 | 優勝 | 準優勝 | ベスト4 | ベスト8 |
| ---- | ---- | ---- | ---- | ---- | ---- | ---- | ------ | ------- | ------- |
| 119  | 226  | 111  | 113  | 2    | .496 | 5    | 6      | 7       | 21      |

## 学校別成績
| 校名       | 出場 | 勝敗        | 直近出場 | 最高成績 | 前身校     |
| ---------- | ---- | ----------- | -------- | -------- | ---------- |
| 智弁和歌山 | 16回 | 31勝14敗    | 2025年   | 優勝1回  |            |
| 桐蔭       | 16回 | 13勝15敗    | 2015年   | 優勝1回  | 和歌山中   |
| 海南       | 15回 | 11勝15敗1分 | 2014年   | ベスト4  | 海南中     |
| 向陽       | 15回 | 7勝15敗     | 2010年   | ベスト8  | 海草中     |
| 箕島       | 9回  | 24勝6敗     | 2009年   | 優勝3回  |            |
| 市和歌山   | 9回  | 11勝9敗     | 2022年   | 準優勝   | 市和歌山商 |
| 和歌山工   | 5回  | 3勝5敗      | 1984年   | ベスト4  |            |
| 新宮       | 5回  | 0勝5敗      | 1980年   | 初戦敗退 |            |
| 南部       | 4回  | 1勝4敗      | 2001年   | 2回戦    |            |
| 紀央館     | 3回  | 2勝3敗      | 1986年   | ベスト8  | 御坊商工   |
| 和歌山商   | 3回  | 2勝3敗      | 2007年   | ベスト8  | 県和歌山商 |
| 田辺       | 3回  | 2勝3敗      | 2024年   | ベスト8  | 田辺中     |
| 日高       | 3回  | 1勝3敗1分   | 1992年   | 2回戦    |            |
| 伊都中央   | 3回  | 1勝3敗      | 1996年   | 2回戦    | 伊都       |
| 大成       | 2回  | 1勝2敗      | 1987年   | 2回戦    |            |
| 星林       | 2回  | 0勝2敗      | 1983年   | 初戦敗退 |            |
| 和歌山東   | 1回  | 1勝1敗      | 2022年   | 2回戦    |            |
| 高野山     | 1回  | 0勝1敗      | 1966年   | 初戦敗退 |            |
| 有田中央   | 1回  | 0勝1敗      | 1978年   | 初戦敗退 | 吉備       |
| 神島       | 1回  | 0勝1敗      | 1979年   | 初戦敗退 | 田辺商     |
| 日高中津   | 1回  | 0勝1敗      | 1997年   | 初戦敗退 |            |
| 耐久       | 1回  | 0勝1敗      | 2024年   | 初戦敗退 |            |